# Blu notte (album)
Blu notte è il quarto album di Delia Gualtiero, pubblicato nel 1988 dall'etichetta discografica Durium.

## Tracce
1. Adesso addosso
2. Nel tuo giro del mio mondo
3. Gente che...
4. Blu notte
5. Io ti conosco
6. Innamorarsi ancora
7. Dimmi
8. Stai con me (con Red Canzian)

## Formazione
- Delia Gualtiero – voce
- Diego Michelon – tastiera, programmazione, pianoforte
- Pier Michelatti – basso
- Lele Melotti – batteria
- Bruno Mariani – chitarra
- Stefano Olivato – basso
- Cesare Vignato – percussioni
- Demo Morselli – tromba, flicorno
- Claudio Pascoli – sassofono tenore, sassofono soprano
- Amedeo Bianchi – sax contralto